# Riga Football Club 2019
Questa voce raccoglie le informazioni riguardanti il Riga Football Club nelle competizioni ufficiali della stagione 2019.

## Rosa
| N. |                     | Ruolo | Calciatore           |
| -- | ------------------- | ----- | -------------------- |
| 1  | Lettonia (bandiera) | P     | Nils Purins          |
| 2  | Serbia (bandiera)   | C     | Stefan Panić         |
| 3  | Lettonia (bandiera) | D     | Antons Kurakins      |
| 6  | Lettonia (bandiera) | A     | Vladimirs Kamešs     |
| 9  | Lettonia (bandiera) | C     | Armands Pētersons    |
| 10 | Lettonia (bandiera) | C     | Aleksejs Višņakovs   |
| 11 | Lettonia (bandiera) | A     | Artūrs Karašausks    |
| 12 | Lettonia (bandiera) | P     | Roberts Ozols        |
| 13 | Lettonia (bandiera) | D     | Vladislavs Gabovs    |
| 14 | Lettonia (bandiera) | C     | Oļegs Laizāns        |
| 17 | Lettonia (bandiera) | A     | Vladislavs Fjodorovs |
| 19 | Polonia (bandiera)  | A     | Kamil Biliński       |
| 19 | Brasile (bandiera)  | C     | Felipe Brisola       |

| N. |                     | Ruolo | Calciatore            |
| -- | ------------------- | ----- | --------------------- |
| 20 | Francia (bandiera)  | D     | Joël Bopesu           |
| 23 | Albania (bandiera)  | D     | Herdi Prenga          |
| 25 | Croazia (bandiera)  | C     | Tomislav Šarić        |
| 27 | Ucraina (bandiera)  | A     | Roman Debelko         |
| 31 | Lettonia (bandiera) | D     | Elvis Stuglis         |
| 33 | Ucraina (bandiera)  | C     | V″jačeslav Šarpar     |
| 34 | Lettonia (bandiera) | D     | Antonijs Černomordijs |
| 35 | Lettonia (bandiera) | C     | Ritvars Rugins        |
| 38 | Lettonia (bandiera) | P     | Maksims Uvarenko      |
| 55 | Ucraina (bandiera)  | A     | Myroslav Slavov       |
| 66 | Lettonia (bandiera) | A     | Ivans Lukjanovs       |
| 92 | Lettonia (bandiera) | A     | Deniss Rakeļs         |
|    | Brasile (bandiera)  | C     | Roger                 |